# Маленький роман
«Маленький роман» (англ. A Little Romance; фр. I Love You, je t'aime) — франко-американская романтическая комедия, снятая с помощью Техниколора и Панавижна Джорджом Роем Хиллом по роману Клода Клоца в 1979 году. Компанией-распространителем выступил Warner Bros. Фильм имеет ряд наград.

## Сюжет
Эта история рассказывает о дружбе и приключении 13-летних девочки-американки и мальчика-француза. Значительная часть сюжета разворачивается в Париже, куда юная Лорен Кинг переезжает со своей семьёй. Она проводит свободной время за чтением трудов Мартина Хайдеггера. Даниэль Мишон, ровесник Лорен, целыми днями торчит на улице. Семья его не богата, отец один, к тому же ему особо не до сына. На одной из репетиций очередного фильма кинорежиссёра Джорджа де Марко ребята и знакомятся. Сразу начинают симпатизировать друг другу. Ребята вместе гуляют, в том числе и рядом с Во-ле-Виконт, ходят в кино. Даниэль знакомит Лорен со своим приятелем Лондэ, таким же уличным мальчишкой. На дне рождения Лорен девочка знакомит Даниэля и Лондэ со своей одноклассницей Натали. Мама Лорен против такой кампании в их доме и выгоняет ребят. А отчиму Лорен Ричарду, видимо, понравился Даниэль.
Однажды во время прогулки Даниэль и Лорен встречают интересного пожилого мужчину Джулиуса Эдмунда Санторина, который рассказывает ребятам не менее интересные истории из своей жизни. Джулиус и Лорен выявляют общую любовь к поэтам-супругам Роберту и Элизабет Барретт Браунинг, а Даниэль считает старичка чудаковатым и скучным. Мальчик проявляет ревность. Тем временем Джулиус рассказывает о том, как когда-то жил в Венеции. Затрагивает и древнюю легенду, которая гласит, что если влюблённая пара проплывёт на гондоле под Мостом Вздохов на закате под звон колоколов и поцелуются — их любовь будет вечной.
Лорен верит в легенду и намерена осуществить эту традицию вместе с Даниэлем, однако о своих замыслах ничего не говорит, а сообщит позже. В Париже ребятам не дают быть вместе, особенно в семье Лорен, и они отправляются далёко отсюда, в Венецию. Вместе с ними отправляется и Джулиус Санторин, нелепо теряющий в поездке свои вещи и деньги. Вскоре выясняется, что Джулиус Санторин некогда был преступником, мелким воришкой, однако он не желает зла юным героям сюжета, а хочет помочь им. Родители Лорен и Даниэля обеспокоены исчезновением детей и обращаются в полицию. Когда выясняется, что ребята отправились в Венецию, а сопровождает их человек по имени Джулиус Эдмунд Санторин, на поиски Лорен и Даниэля выдвигаются все возможные силы.
Узнав о том, что их разыскивают, Лорен, Даниэль и Джулиус спасаются бегством из Вероны, куда они недавно прибыли. Однако Джулиус утверждает, что в Венеции их ждёт засада и путь туда опасен. Лорен признаётся Даниэлю в причине этого путешествия. Это ещё больше подкрепляет силы и уверенность юного Даниэля и он, всё же, уверяет остальных продолжить путь. В Венеции ребята следуют традиции: проплывают под тем самым мостом на гондоле под звон колоколов и целуются. К тому времени схваченный полицией Джулиус не выдаёт ребят до тех пор пока не звонят колокола.
Через пару недель Лорен с семьёй покидают дом в Париже и переезжают за границу, по фильму, пожалуй, навсегда. Она тепло прощается со старым карманником Джулиусом Санторином и со своим другом парнишкой Даниэлем, с которым завязался маленький роман.

## Съёмочная группа
- Режиссёр — Джордж Рой Хилл
- Продюсеры — Ив Руссе-Руар, Роберт Кроуфорд, Патрик Келли
- Сценаристы — Аллан Бёрнс, Джордж Рой Хилл, Клод Клоц
- Кинооператор — Пьер-Вильям Гленн
- Композитор — Жорж Делерю
- Художники — Генри Бамстед (постановщик), Франсуа Де Ламот, Розин Деламар (по костюмам), Робер Кристидес (по декорациям)
- Монтажёр — Уильям Рейнольдс

## В ролях
| Актёр             | Роль                                |
| ----------------- | ----------------------------------- |
| Дайан Лейн        | Лорен Кинг                          |
| Телониус Бернард  | Даниэль Мишон                       |
| Лоренс Оливье     | Джулиус Эдмунд Санторин (карманник) |
| Артур Хилл        | Ричард Кинг (отчим Лорен)           |
| Салли Келлерман   | Кей Кинг (мать Лорен)               |
| Бродерик Кроуфорд | в роли самого себя                  |
| Дэвид Дьюкс       | Джордж де Марко (кинорежиссёр)      |
| Эндрю Дункан      | Боб Дуриея                          |
| Клодетт Сатерлэнд | Джанет Дуриея                       |
| Грэм Флетчер-Кук  | Лондэ (приятель Даниэля)            |
| Эшби Семпл        | Натали (подруга Лорен)              |
| Клод Броссе       | Мишель Мишон (отец Даниэля)         |
| Жак Мори          | Инспектор Леклерк                   |
| Анна Мэсси        | Госпожа Сигель                      |
| Питер Мэлоуни     | Мартин                              |

## Съёмки
Фильм снимали в Париже, Вероне, Венецианской области и самой Венеции.

## Премьеры
| Страна     | Дата премьеры         | Название                                |
| ---------- | --------------------- | --------------------------------------- |
| США        | 27 апреля 1979 года   | A Little Romance                        |
| Япония     | 14 июля 1979 года     |                                         |
| Финляндия  | 26 июля 1979 года     | Pienet sydämet                          |
| Швеция     | 15 августа 1979 года  | En liten kärlekshistoria                |
| Франция    | 22 августа 1979 года  | I love you, je t’aime                   |
| Дания      | 3 сентября 1979 года  | Det første kys                          |
| Колумбия   | 20 сентября 1979 года | Un pequeño romance                      |
| Португалия | 28 сентября 1979 года | Um Pequeno Romance                      |
| Филиппины  | 1 апреля 1980 года    |                                         |
| Германия   | 20 июня 1980 года     | Ich liebe dich — I love you — je t’aime |
| Венгрия    | 22 августа 1982 года  | Egy kis romantika                       |
| Аргентина  |                       | Un pequeño romance                      |
| Бразилия   |                       | Um Pequeno Romance                      |
| Греция     |                       | Mia mikri romantiki istoria             |
| Италия     |                       | Una piccola storia d’amore              |
| Мексика    |                       | Un pequeño romance                      |
| Норвегия   |                       | En liten kjærlighetshistorie            |
| Перу       |                       | Un pequeño romance                      |
| Польша     |                       | Mały romans                             |
| СССР       |                       | Маленький роман                         |

## Награды
| Название                                   | Номинация                         | Получатель       | Итог        | Прим. |
| ------------------------------------------ | --------------------------------- | ---------------- | ----------- | ----- |
| 52-я церемония вручения «Оскара»           | Лучший адаптированный сценарий    | Аллан Бёрнс      | Номинирован | [ 2 ] |
| 52-я церемония вручения «Оскара»           | Лучшая музыка к фильму            | Жорж Делерю      | Победил     | [ 2 ] |
| 37-я церемония вручения «Золотого глобуса» | Лучшая мужская роль второго плана | Лоренс Оливье    | Номинирован | [ 3 ] |
| 37-я церемония вручения «Золотого глобуса» | Лучшая музыка к фильму            | Жорж Делерю      | Номинирован | [ 3 ] |
| 32-я премия Гильдии сценаристов США        | Лучший адаптированный сценарий    | Аллан Бёрнс      | Номинирован | [ 4 ] |
| «Молодой актёр»                            | Лучший фильм с участием молодёжи  | Маленький роман  | Победил     |       |
| «Молодой актёр»                            | Лучший юный актёр в действии      | Телониус Бернард | Номинирован | [ 5 ] |
| «Молодой актёр»                            | Лучшая юная актриса в действии    | Дайан Лейн       | Победила    | [ 5 ] |